# Inception: Music from the Motion Picture
Inception: Music from the Motion Picture è  la colonna sonora del film Inception diretto, scritto e prodotto da Christopher Nolan nel 2010.
Il disco è stato composto da Hans Zimmer che con questo album è alla terza collaborazione con il regista britannico dopo aver lavorato con lui alla realizzazione della colonna sonora di Batman Begins (2005) e de Il cavaliere oscuro (2008) ed è stato pubblicato il 13 luglio del 2010.

## Il disco
Hans Zimmer ha composto le musiche del film coinvolgendo il chitarrista Johnny Marr, ex membro degli Smiths. Le tematiche cupe della pellicola e le ambientazioni surreali sono state accompagnate da esecuzioni orchestrali miste a musica elettronica per poter enfatizzare il clima angosciante dei viaggi nel sogno dei protagonisti. Il compositore si è messo al lavoro dopo aver letto la sceneggiatura di Nolan. Marr utilizza una chitarra a 12 corde fondendo il suono dello strumento ad una linea orchestrale, creando un'atmosfera di inquietudine emotiva che viene accentuata dalle percussioni di sottofondo e dall'utilizzo di strumenti ad arco e ottoni. Le linee melodiche sono state successivamente campionate con linee di basso molto estese che attribuiscono all'intera colonna sonora un effetto tetro, in linea con la trama della pellicola. L'intenzione era quella di creare dei suoni nostalgici e romantici, in grado di accompagnare lo spettatore nella realtà onirica in cui si viene catapultati. Il regista ha coinvolto Zimmer nei vari passaggi della pre-produzione e della realizzazione del film, in modo da poter dare al musicista la possibilità di seguire il lavoro passo a passo, realizzando le musiche in perfetta coordinazione con la fine delle riprese, facendogli incontrare gli interpreti e mostrandogli i vari disegni ai quali il regista si è ispirato. Le varie ispirazioni per le tracce composte sono state tratte dalle opere di Gödel e Johann Sebastian Bach.
La traccia Dream is Collapsing è utilizzata dal gruppo statunitense Dream Theater come intro del loro ultimo tour europeo. Un altro brano della colonna sonora è utilizzato per concludere i concerti.

## Tracce
Di seguito le tracce contenute nell'album:
1. Half Remembered Dream - 1:11
2. We Built Our Own World - 1:55
3. Dream Is Collapsing - 2:23
4. Radical Notion - 3:42
5. Old Souls - 7:43
6. 528491 - 2:23
7. Mombasa - 4:54
8. One Simple Idea - 2:28
9. Dream Within A Dream - 5:04
10. Waiting For A Train - 9:30
11. Paradox - 3:25
12. Time - 4:35

Dal sito ufficiale della colonna sonora, è possibile scaricare due tracce ulteriori:
1. Projections - 7:04
2. Don't Think About Elephants - 5:35

## Riconoscimenti
- 2011 - Premio Oscar
  - Candidatura per la migliore colonna sonora